# Kościół św. Michała Archanioła w Wietrznie
Kościół św. Michała Archanioła w Wietrznie – drewniany rzymskokatolicki kościół parafialny pw. św. Michała Archanioła, zbudowany w 1752, znajdujący się w miejscowości Wietrzno.
Kościół włączono do podkarpackiego Szlaku Architektury Drewnianej.

## Historia
Pierwotny kościół w Wietrznie wzniesiono w XVI w. gdy erygowano parafię. W połowie XVIII w. został rozebrany, a w 1752 wybudowano obecnie istniejący. W 1761 kościół poświęcono. W 1880 polichromię figuralno-ornamentalną namalował Leon Wróblewski. W 1906 gruntownie remontowany; między innymi powiększono otwory okienne, pokrycie gontowe wymieniono na blaszane. W latach 80. XX w. wzmocniono konstrukcję budowli, wymieniono podwaliny, przeprowadzono konserwacje wyposażenia i polichromii. W czasie ostatniego remontu w latach 2006–07 wymieniono oszalowanie i przywrócono gontowe pokrycie dachu.

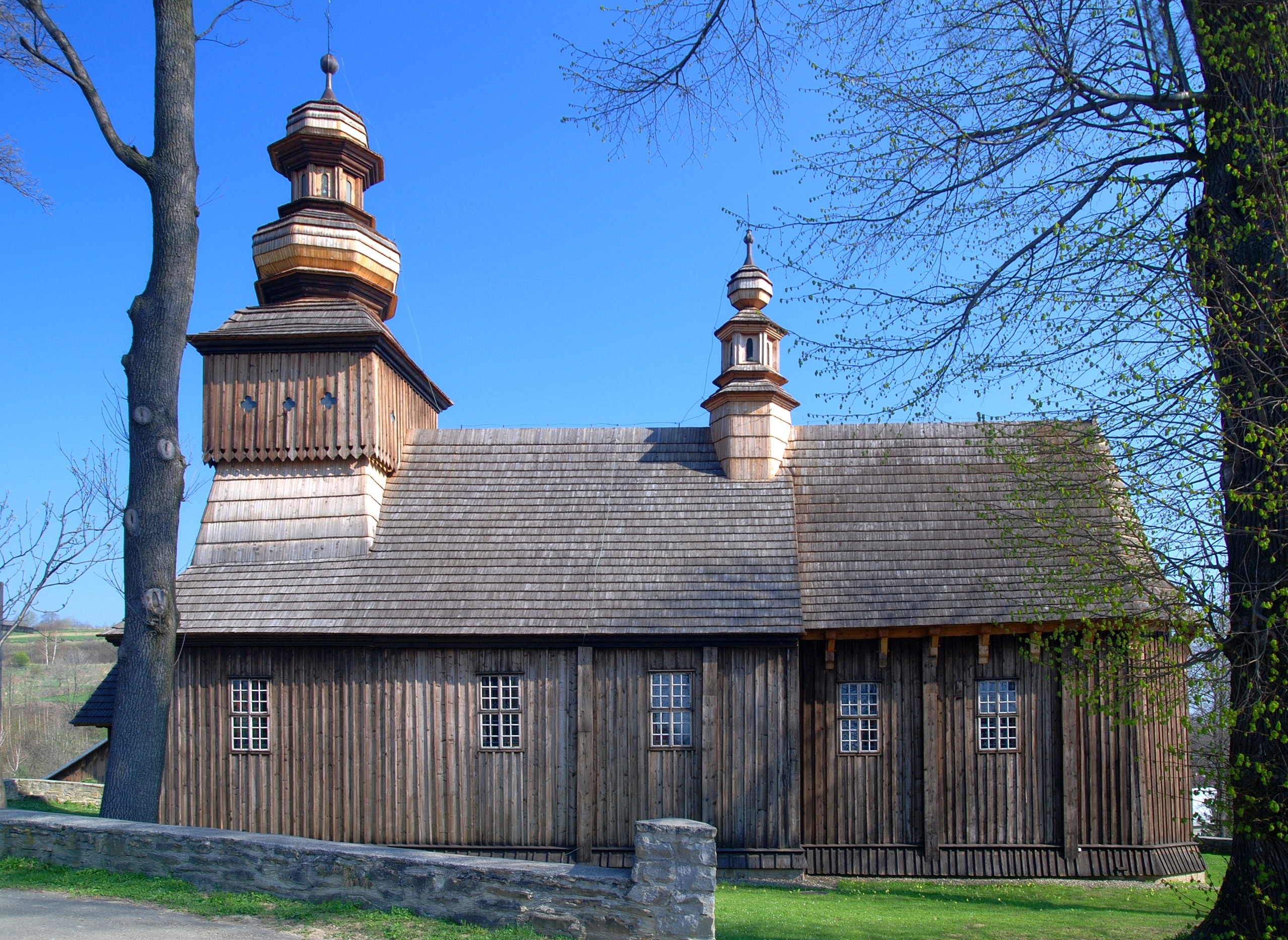
Elewacja południowa
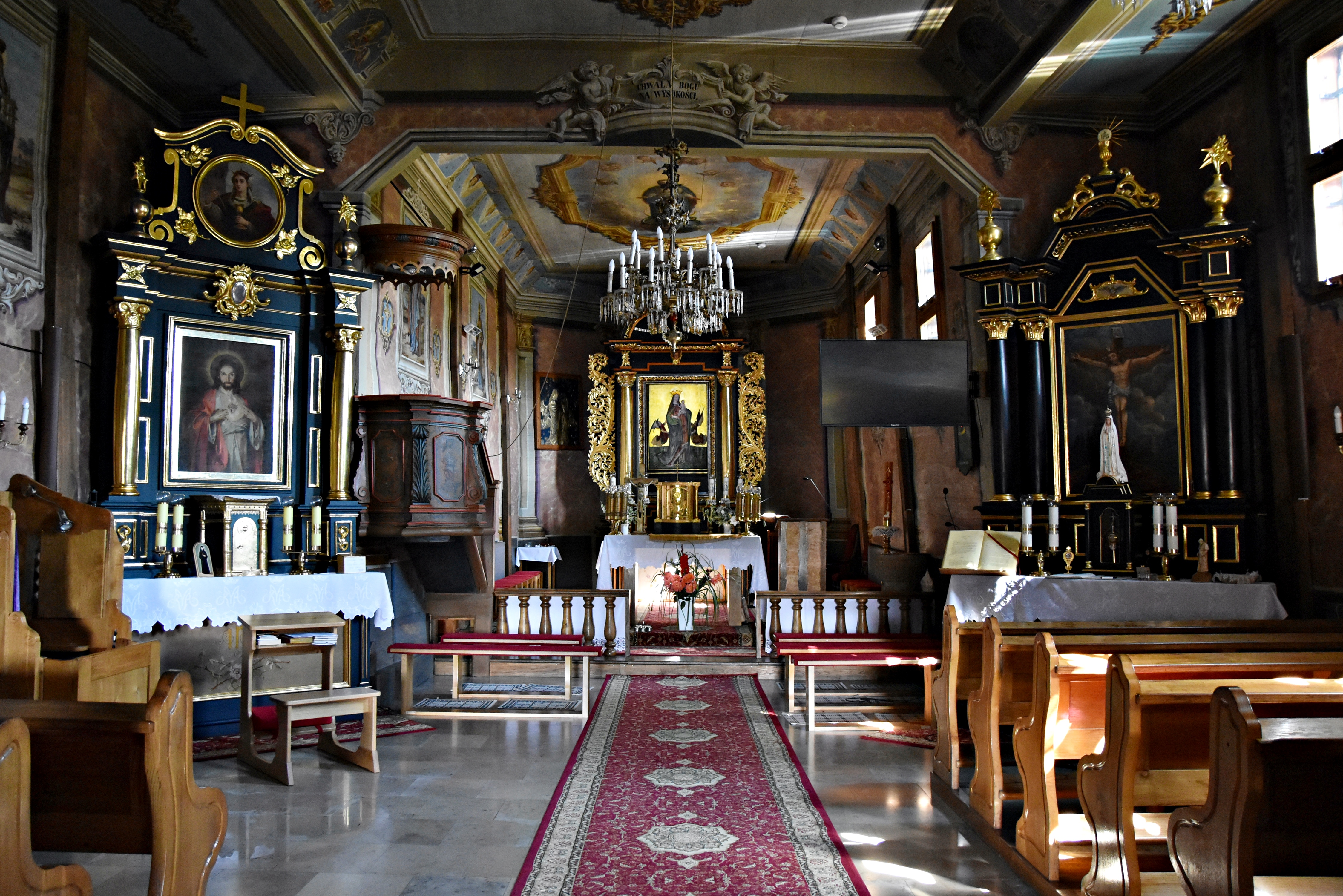
Wnętrze
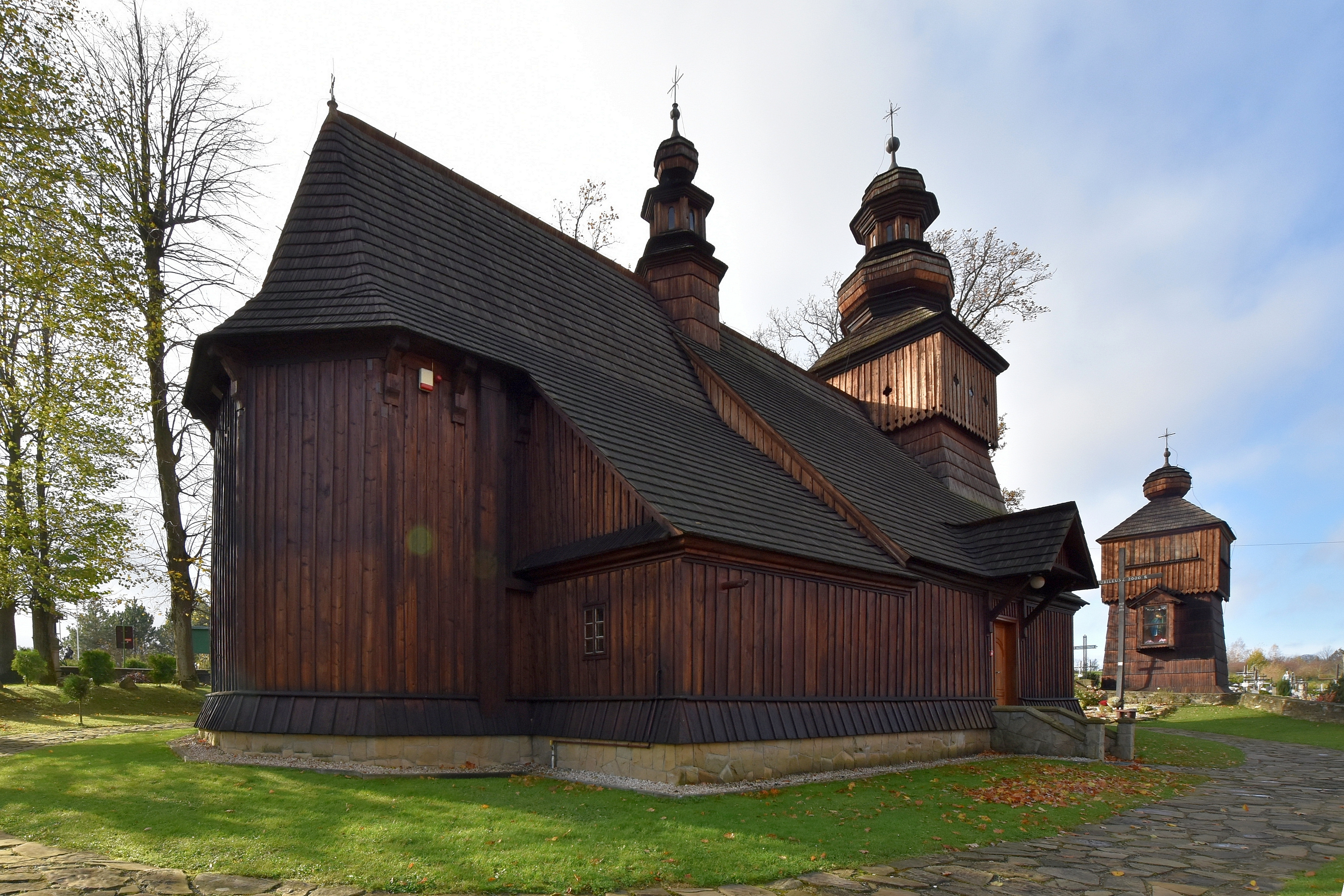
Elewacja północna

## Architektura i wyposażenie
Kościół to budowla drewniana, konstrukcji zrębowej, orientowany, trójdzielny. Do prostokątnego prezbiterium zamkniętego trójbocznie, przylega od północy także prostokątna zakrystia. Nawa, szersza od prezbiterium, na rzucie zbliżonym do kwadratu z przylegającą od północy, na całej jej długości, prostokątną kruchtą. Wieża, konstrukcji słupowo-ramowej, na planie kwadratu, z przedsionkiem w przyziemiu. Hełm wieży baniasty z pozorną latarnią zamknięta kopułką. Prezbiterium i nawa przykryte jednokalenicowym dwuspadowym dachem, z sześcioboczną wieżyczką na sygnaturkę nad nawą.
Wewnątrz w prezbiterium strop z fasetą, w nawie z zaskrynieniami. Ściana tęczowa o wykroju prostokątnym ze ściętymi narożnokami. Wyposażenie wnętrza w większości późnobarokowe z około połowy XVIII w.:
- ołtarz główny, z obrazem tablicowym Matki Boskiej Anielskiej, krakowskiego malarza z około 1480, uznawany za cudowny; prawdopodobnie przywędrował tu z Węgier[4]
- dwa ołtarze boczne; w prawym namalowana na desce Pietà, w lewym obraz Serce Pana Jezusa autorstwa Stanisława Kochanka
- chrzcielnica kamienna w kształcie kielicha z 1906, ozdobiona 10 herbami
- prospekt organowy
- ambona ozdobiona wolutami z 1750

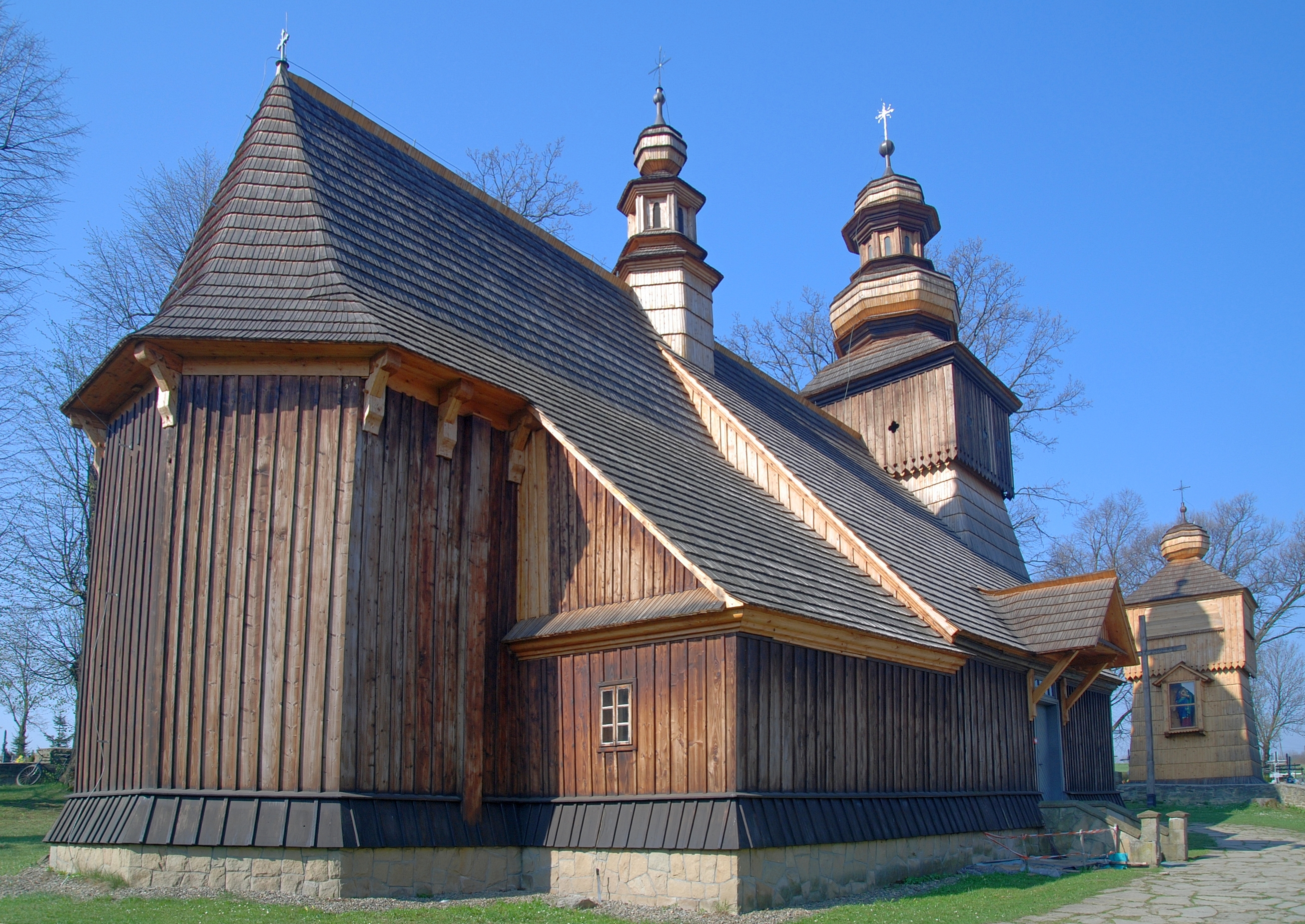
Widok strony od prezbiterium
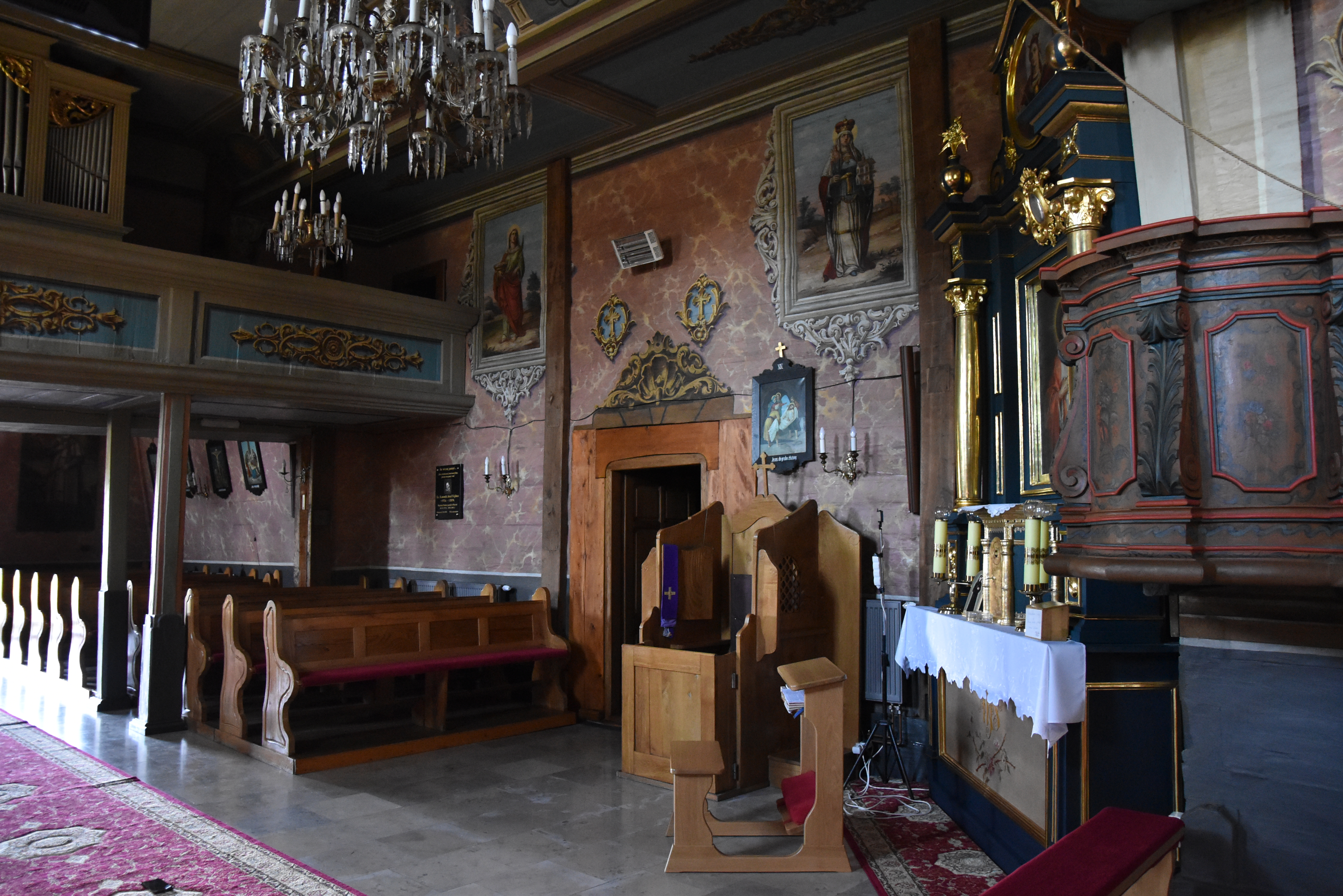
Wnętrze
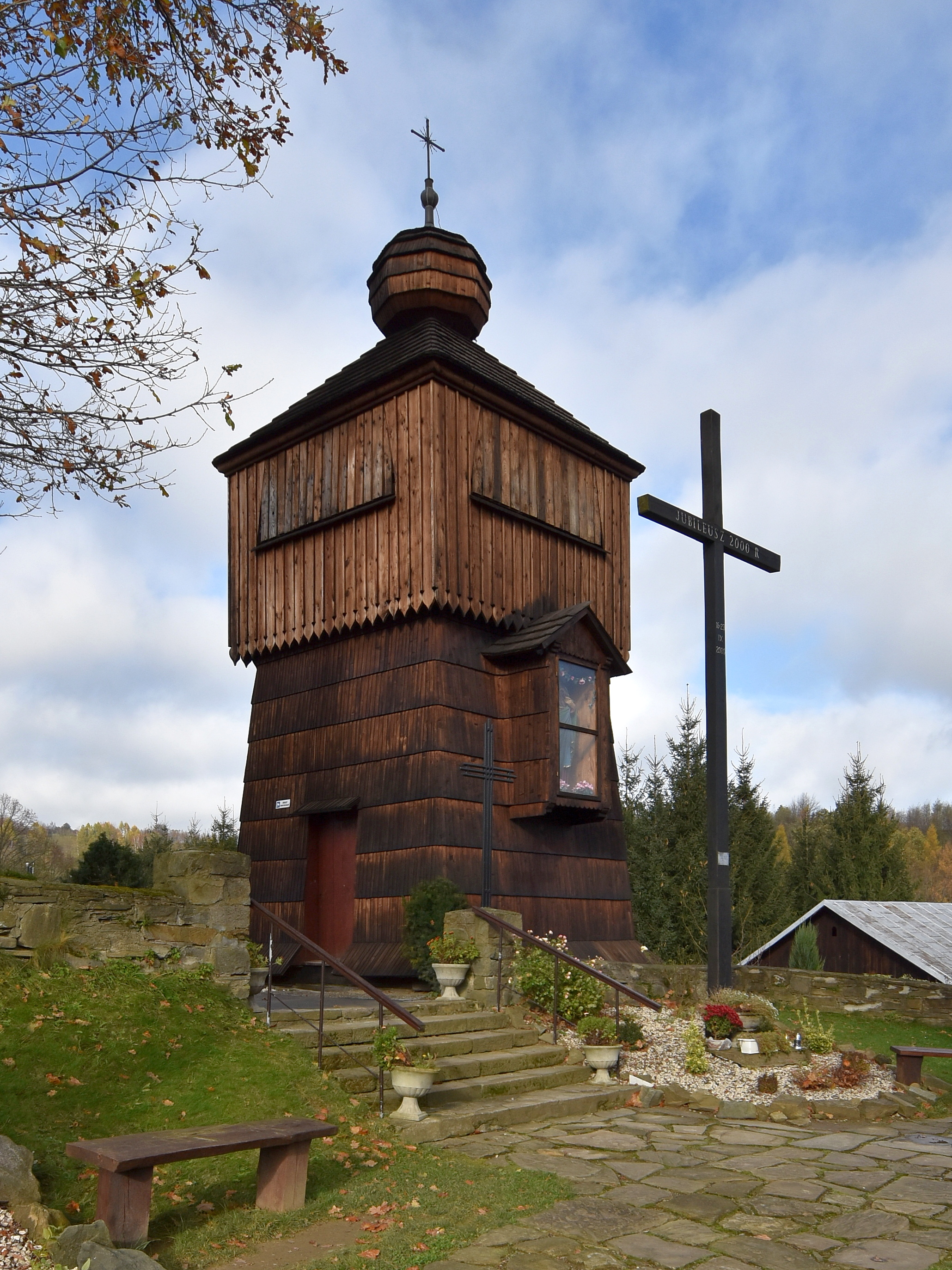
Dzwonnica

## Otoczenie
Kościół otacza murowane ogrodzenie z drewnianą dzwonnicą, zbudowaną na planie kwadratu zwieńczoną dachem namiotowym z kopułką.